# 569

## Nașteri
- dată necunoscută: Yang (împărat din dinastia Sui)  (d. 617)